# Alliancen for direkte demokrati i Europa
Alliancen for direkte demokrati i Europa (ADDE) er et højreorienteret parti eller en politisk alliance, der blev oprettet i 2014. Partiet blev anerkendt i 2015. Den britiske politiker Roger Helmer er formand for partiet.
Partiets medlemmer i Europa-Parlamentet sidder i Gruppen for et Europa med Frihed og Direkte Demokrati.

## Medlemspartier
Alliancen har medlemspartier i Belgien, Tjekkiet, Frankrig, Litauen, Holland, Sverige og Storbritannien.

### Frankrig
- Rejs jer for Frankrig

### Sverige
- Sverigedemokraterna

### Storbritannien
- Det britiske uafhængighedsparti